# Operacja polska NKWD (1937–1938)
Operacja polska NKWD – wymierzona przede wszystkim w Polaków tzw. operacja narodowościowa NKWD, popełniona na rozkaz Ludowego Komisarza Spraw Wewnętrznych ZSRR nr 00485 z dnia 11 sierpnia 1937, wydany przez ówczesnego komisarza ludowego NKWD Nikołaja Jeżowa, przeprowadzona na terytorium ZSRR w latach 1937–1938 w okresie wielkiego terroru.
Operacja polska NKWD była jedną z tzw. operacji narodowościowych NKWD, które były wymierzone w przedstawicieli innych narodów i grup etnicznych zamieszkujących państwo Stalina – Litwinów, Finów, Estończyków, Łotyszy, Greków, Bułgarów, Chińczyków, harbińskich Rosjan (rozkaz NKWD Nr 00593), Koreańczyków, Niemców czy też Japończyków.

## Statystyki
Według dokumentów NKWD skazano 139 835 osób, z tego zamordowano strzałem w tył głowy nie mniej niż 111 091 Polaków – obywateli ZSRR, a 28 744 skazano na pobyt w łagrach. Wyroki były wykonywane natychmiast. Masowo deportowano Polaków zamieszkujących Ukraińską SRR i Białoruską SRR, m.in. do Kazachstanu (patrz: Polacy w Kazachstanie) i na Syberię (Sybiracy). Łączna liczba deportowanych Polaków wyniosła ponad 100 tysięcy. Na tle innych operacji narodowych NKWD „operacja polska” wyróżniała się wyjątkową skalą represji, brutalnością i surowością. Zamordowani Polacy stanowili 44,9 proc. ofiar wszystkich operacji narodowościowych NKWD.

## Przyczyny

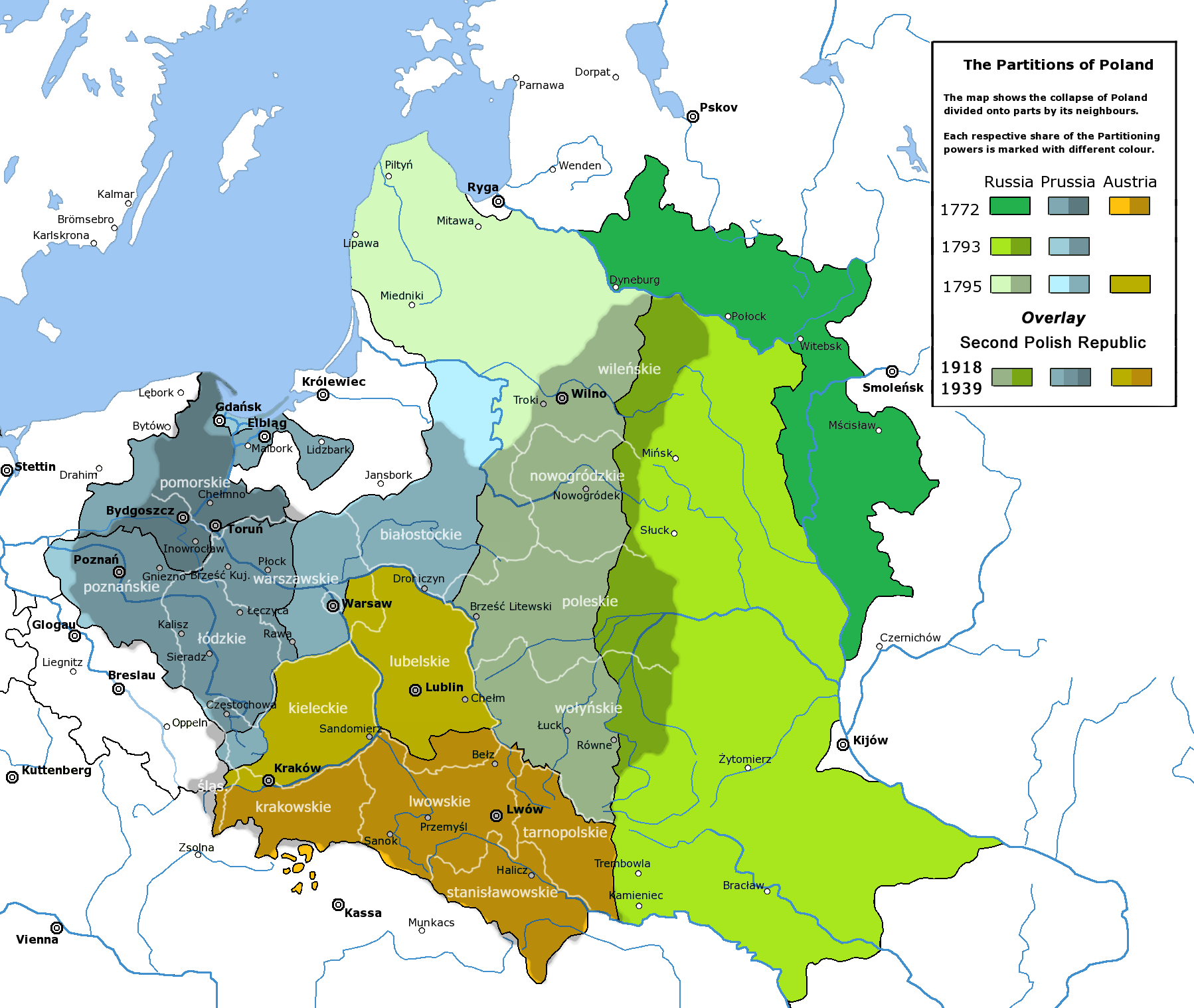
Zarys II Rzeczypospolitej na mapie rozbiorów. Większość terytoriów Rzeczypospolitej Obojga Narodów przyłączonych przez Imperium Rosyjskie do 1793 (odcienie zieleni) po rewolucji bolszewickiej pozostała w składzie ZSRR (zob. traktat ryski)

System władzy w ZSRR opierał się na zastraszaniu oraz wymuszaniu uległości siłą i terrorem. Wcześniej przeprowadzony eksperyment z utworzeniem polskich rejonów autonomicznych na sowieckiej Ukrainie i Białorusi (zob. Polski Rejon Narodowy im. Juliana Marchlewskiego i Polski Rejon Narodowy im. Feliksa Dzierżyńskiego) zakończył się niepowodzeniem – Polacy stawili największy opór kolektywizacji i ateizacji. W ZSRR traktowano ich jako „element niepewny”, czyli potencjalną „piątą kolumnę” przed przewidywaną wojną ZSRR z II Rzecząpospolitą i państwami Zachodu.

## Przebieg
Antypolska operacja Ludowego Komisariatu Spraw Wewnętrznych Związku Socjalistycznych Republik Radzieckich była jedną z zaplanowanych ludobójczych operacji tego komisariatu ludowego przeprowadzonych w czasie „Wielkiego terroru”, którego ofiarą padło w latach 1936–1938 co najmniej 8 milionów obywateli ZSRR. Była to jednocześnie operacja NKWD, dotycząca zbiorowo (w formie oficjalnej) największej liczby członków konkretnej narodowości, w tym wypadku polskiej. Akcja objęła wszystkich Polaków, bez względu na przynależność klasowo-społeczną, decydowała narodowość. Wśród zamordowanych i deportowanych byli:
- Polacy, mieszkańcy dawnego terytorium Rzeczypospolitej na wschód od granicy państwowej II RP, ustalonej w 1921 r. traktatem ryskim (od grudnia 1922 granica pomiędzy Polską a ZSRR); Jedynym przedstawicielem polskich elit narodowych, który do końca domagał się przyłączenia terenów zamieszkałych przez liczną polską mniejszość (m.in. Mińsk, Łuniniec, Płoskirów oraz Kamieniec Podolski) był szef Sztabu Generalnego Wojska Polskiego gen. Tadeusz Rozwadowski[6]. Ostatecznie uległ wobec groźby odwołania ze stanowiska skierowanej przez przedstawicieli PPS – Ignacy Daszyński, a także Narodowej Demokracji – Władysław Grabski;
- ostatecznie członkowie Polskiej Organizacji Wojskowej, aresztowani według specjalnej listy. Wielu z nich przypisano przynależność do organizacji, chociaż nigdy nie byli członkami POW;
- wszyscy jeńcy polscy po wojnie polsko-bolszewickiej, znajdujący się jeszcze w ZSRR;
- wszyscy imigranci z Polski;
- uchodźcy polityczni z Polski (głównie członkowie KPP);
- członkowie i założyciele PPS oraz innych partii niekomunistycznych;
- działacze narodowi mniejszości polskiej w ZSRR (w praktyce każdy Polak);
- osoby polskojęzyczne o różnym pochodzeniu;
- rodziny tych osób[7].

Eksterminacja zdziesiątkowała także polskie duchowieństwo katolickie, które zostało przeznaczone do całkowitej likwidacji. Spośród 470 duchownych, świadczących posługę w sowieckiej Rosji, po zakończeniu czystki etnicznej pozostało zaledwie 10 kapłanów oraz dwa czynne kościoły katolickie – w Moskwie i Leningradzie.

## Miejsca zbrodni w granicach państw współczesnych

### Białoruś
Wiele z pomordowanych osób narodowości polskiej spoczęło w zbiorowych mogiłach w Kuropatach na peryferiach Mińska, stolicy Białorusi oraz na Kobylackiej Górze na przedmieściach Orszy.

### Ukraina
Ofiary tej operacji stanowią prawdopodobnie znaczną część osób pochowanych przed rokiem 1939 w Bykowni pod Kijowem. Po agresji na Polskę dołączyli do nich także oficerowie polscy.
Zasięg operacji był tak powszechny, że np. w Berdyczowie do czerwca 1938 aresztowano do 60% zamieszkujących miasto Polaków. Ważną jej częścią był także mord w Winnicy, gdzie oprócz Ukraińców mordowano także Polaków. Mord w polskiej dzielnicy Płoskirowa, Greczanach, znany jest dzięki świadectwu Zofii Pawłowskiej.

### Azja Środkowa i Syberia
Masowe deportacje bardzo często miały charakter świadomego ludobójstwa. Ofiary pozostawiano samym sobie w miejscach pozbawionych jakiejkolwiek możliwości wyżywienia. Osoby, którym udało się przetrwać, założyły sporą liczbę miejscowości, np. Tajynszę oraz Żanaszar; potomkami tych osób jest znaczna część Polaków w Kazachstanie.
Jak obliczył historyk Uniwersytetu Harvarda, profesor Terry Martin, w czasie „Wielkiego terroru” Polak mieszkający w ZSRR miał 31 razy większą szansę być rozstrzelanym, niż wynosiła średnia dla innych grup narodowościowych w tym okresie. Polaków w tym okresie zabijano tylko dlatego, że byli Polakami. Ocenia się, że we wszystkich operacjach w czasie Wielkiej Czystki zginęło nie mniej niż 200 tysięcy Polaków. Jest to dziesięć razy więcej niż w zbrodni katyńskiej.

## Wykonawcy
Głównymi wykonawcami „operacji polskiej NKWD” byli:
- Michaił Frinowski – I zastępca ludowego komisarza spraw wewnętrznych ZSRR, szef GUGB NKWD ZSRR;
- Leonid Zakowski – szef Zarządu NKWD obwodu leningradzkiego, następnie szef Zarządu NKWD obwodu moskiewskiego i zastępca ludowego komisarza spraw wewnętrznych (NKWD);
- Boris Berman – ludowy komisarz spraw wewnętrznych Białoruskiej SRR;
- Aleksiej Nasiedkin – ludowy komisarz spraw wewnętrznych Białoruskiej SRR;
- Iwan Żabriew – zastępca ludowego komisarza spraw wewnętrznych Białoruskiej SRR;
- Wasilij Karucki – szef Zarządu NKWD obwodu moskiewskiego;
- Władimir Cesarski – szef Zarządu NKWD obwodu moskiewskiego;
- Izrail Leplewski – ludowy komisarz spraw wewnętrznych Ukraińskiej SRR;
- Aleksandr Uspienski – ludowy komisarz spraw wewnętrznych Ukraińskiej SRR;
- Michaił Stiepanow – zastępca ludowego komisarza spraw wewnętrznych Ukraińskiej SRR;
- Nikołaj Szarow – szef Zarządu NKWD obwodu kijowskiego;
- Grigorij Wiatkin – szef Zarządu NKWD obwodu żytomierskiego;
- Izrail Pliner – naczelnik zarządu komunistycznych obozów koncentracyjnych Gułag NKWD od 16 sierpnia 1937;

Wszystkich zamordowano w latach 1938–1940, w większości po przejęciu kierownictwa NKWD przez Ławrientija Berię.

## Klasyfikacja „operacji polskiej” jako zbrodni ludobójstwa w badaniach naukowych
W świetle badań czołowych znawców i autorów pierwszych monografii naukowych „operacji polskiej”: historyka z Uniwersytetu Opolskiego prof. Nikołaja Iwanowa oraz socjologa dr. Tomasza Sommera, zbrodnie na Polakach w Związku Sowieckim w latach 1937–1938 są klasyfikowane jako ludobójstwo.

## Upamiętnienie

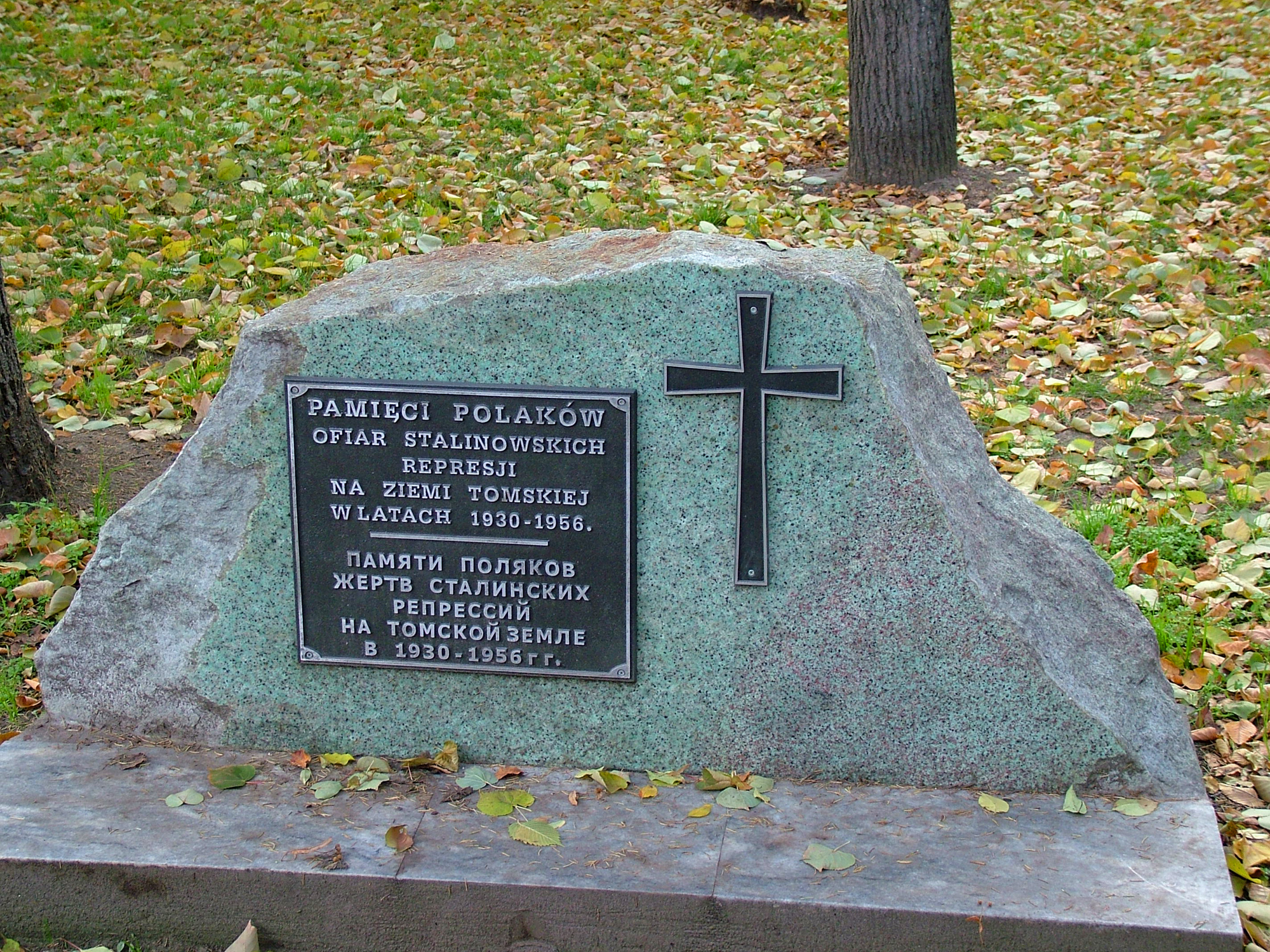
Pomnik ofiar operacji polskiej w Tomsku

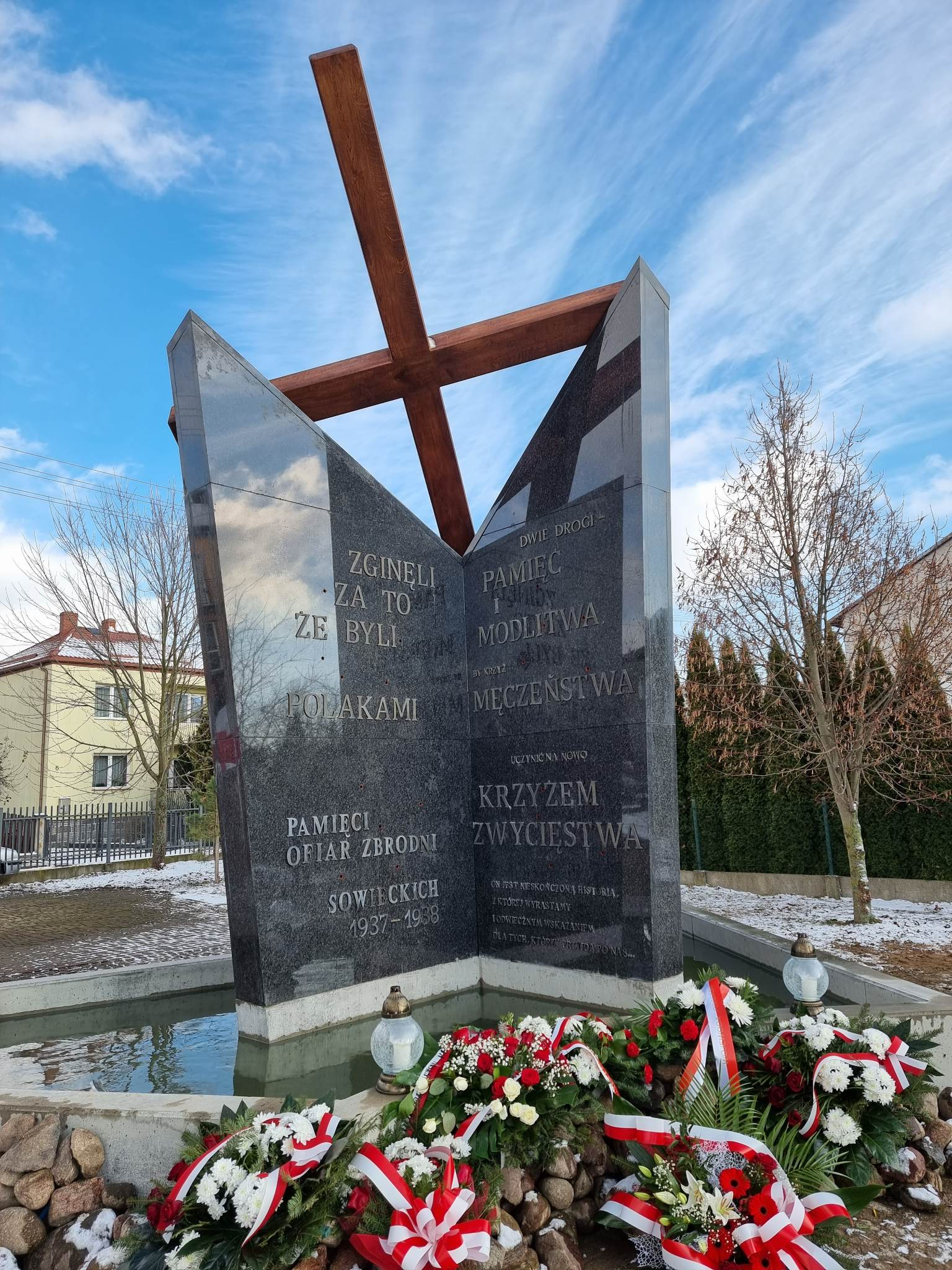
Pomnik poświęcony ofiarom zbrodni w Sokołach

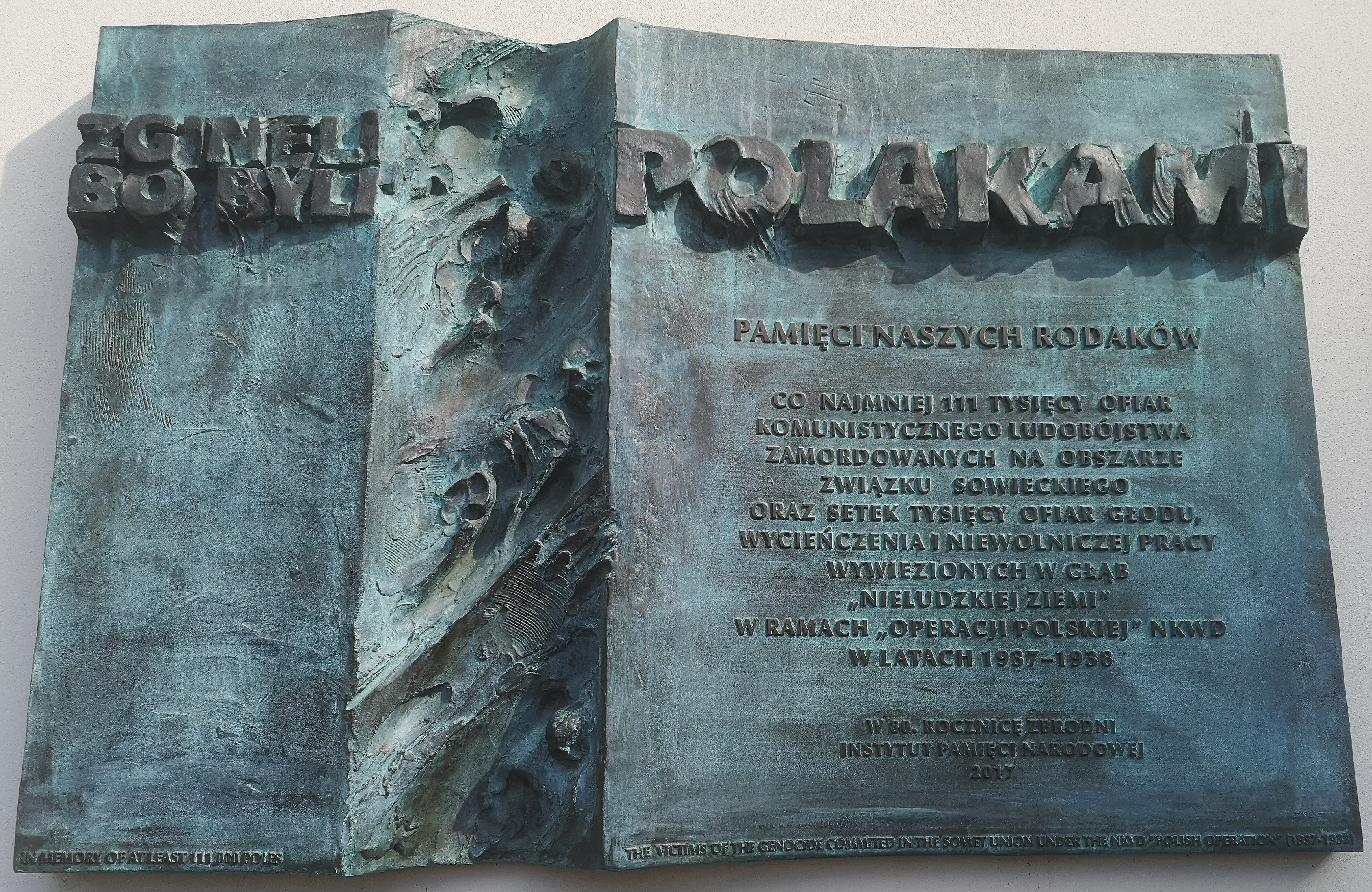
Tablica poświęcona ofiarom operacji polskiej NKWD przy Krzyżu Katyńskim na placu im. ojca Adama Studzińskiego w Krakowie

Sejm Rzeczypospolitej Polskiej dwukrotnie przyjmował uchwały upamiętniające ofiary operacji polskiej NKWD, w których wyrażono także wdzięczność historykom i działaczom rosyjskiego stowarzyszenia Memoriał podtrzymującym pamięć o dokonanym ludobójstwie:
- uchwała Sejmu Rzeczypospolitej Polskiej z dnia 14 lipca 2009 upamiętniająca ofiary zbrodni dokonanych w latach 1937–1939 na Polakach zamieszkałych w ZSRR (M.P. 2009, poz. 675)[12],
- uchwała Sejmu Rzeczypospolitej Polskiej z dnia 31 sierpnia 2012 w sprawie hołdu wszystkim zamordowanym i represjonowanym na terenach Związku Radzieckiego w ramach tzw. Operacji Polskiej w latach 1937–1938 (M.P. 2012, poz. 676)[13].

Z treści wyżej wymienionych uchwał sejmowych RP wynika, że eksterminacja dokonana na Polakach w Związku Sowieckim w latach 1937–1938 została oficjalnie nazwana zbrodnią ludobójstwa.
Z inicjatywy Prezesa Rady Ministrów Mateusza Morawieckiego 8 grudnia 2022 roku, w związku z 85. rocznicą operacji polskiej NKWD, odsłonięto pierwszy w Polsce pomnik ofiar tej zbrodni. Monument stanął na placu przy Centrum Kulturalno-Bibliotecznym w Sokołach w województwie podlaskim, w powiecie wysokomazowieckim.
Pod koniec 2022 roku ukazała się pierwsza powieść historyczna na temat operacji polskiej NKWD pt. Dom nad Płoską.

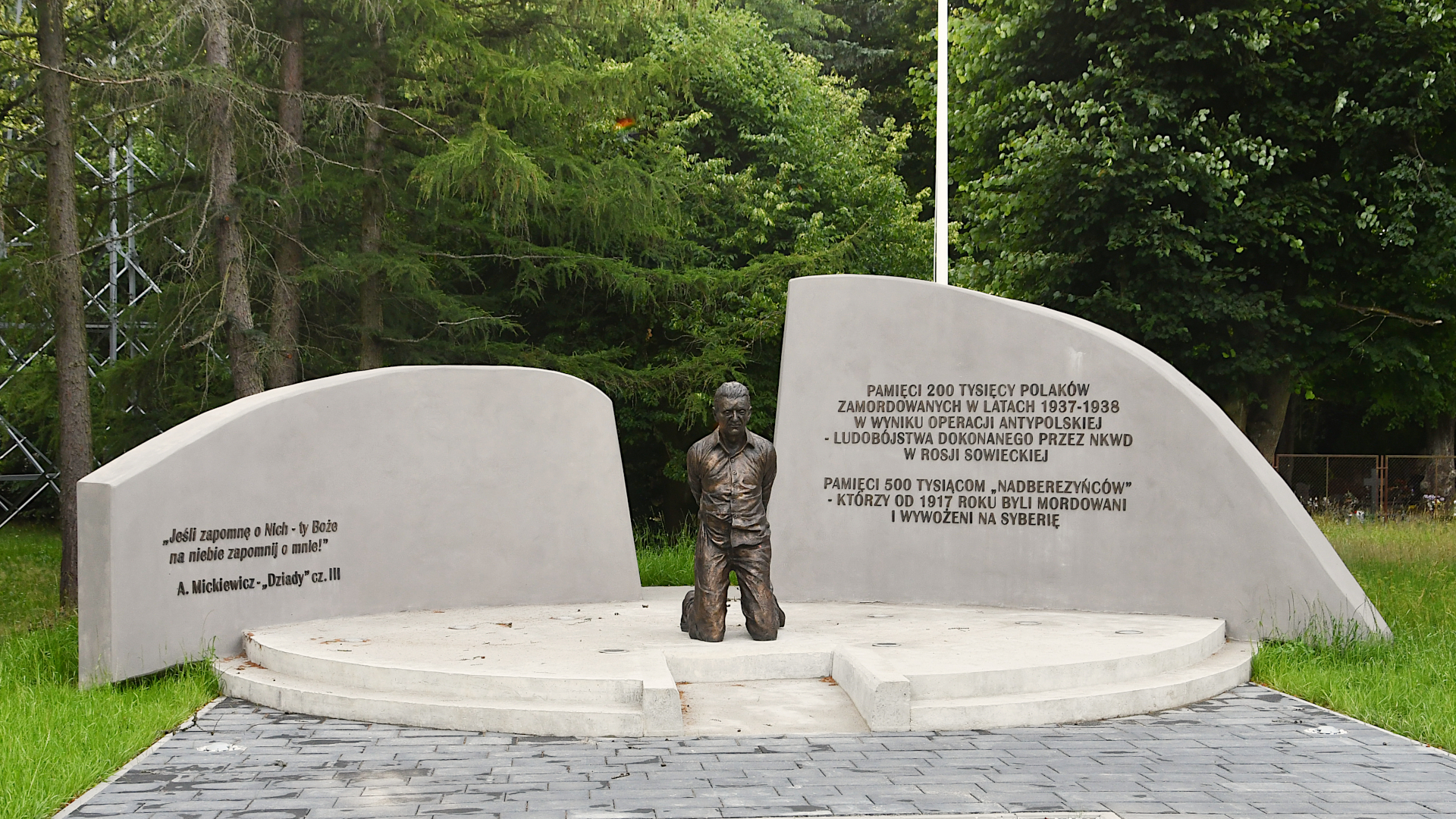
Pomnik Ofiar Operacji Antypolskiej NKWD 1937–1938 i Zagłady Nadberezyńców w Kołobrzegu

11 sierpnia 2023 roku przy ulicy VI Dywizji Piechoty w Kołobrzegu odbyło się uroczyste odsłonięcie Pomnika Ofiar Operacji Antypolskiej NKWD 1937–1938 oraz Zagłady Nadberezyńców.